# Барељеф
Барељеф (фр. bas-relief)  плићи,  слабије  испупчени вајарски рад на равној површини; вајарски рад, замишљен површински а изведен тако да испупчење пластике није велико. То је ниски рељеф за разлику од високог рељефа (фр. haut-relief) где су фигуре изведене јако пластично и само су полеђином везане за површину подлоге. 